# فريدريك بوردمان
فريدريك بوردمان (بالإنجليزية: Frederick Boardman)‏ هو لاعب كرة قاعدة أمريكي، ولد في 18 فبراير 1851 في سانت جوزيف في الولايات المتحدة، وتوفي في 12 أبريل 1941 في إنديانابوليس في الولايات المتحدة.

## وصلات خارجية
- فريدريك بوردمان على موقعبيزبول رفرنس.كوم (الدوري الرئيسي) (الإنجليزية)